# Cyclolabus marginalis
Cyclolabus marginalis är en stekelart som först beskrevs av Tohru Uchida 1936.  Cyclolabus marginalis ingår i släktet Cyclolabus och familjen brokparasitsteklar. Inga underarter finns listade i Catalogue of Life.